# ミッチェラ (小惑星)
ミッチェラ(1045 Michela)は、小惑星帯に位置する小惑星の1つである。アメリカのウィリアムズ・ベイのヤーキス天文台でジョージ・ファン・ビースブルックによって発見された。名前の由来はジョージ・ファン・ビースブルックの娘Michelineにちなむ。